# Henry L. Cake
Henry Lutz Cake (* 6. Oktober 1827 in Northumberland, Northumberland County, Pennsylvania; † 26. August 1899 ebenda) war ein US-amerikanischer Politiker. Zwischen 1867 und 1871 vertrat er den Bundesstaat Pennsylvania im US-Repräsentantenhaus.

## Werdegang
Henry Cake besuchte sowohl öffentliche als auch private Schulen und absolvierte danach eine Lehre im Druckerhandwerk. Bis zum Ausbruch des Bürgerkrieges gab er die Zeitung Pottsville Mining Record heraus. Zwischen 1861 und 1863 diente er während des Krieges als Offizier im Heer der Union. Dabei stieg er bis zum Oberst einer Freiwilligeneinheit aus Pennsylvania auf. Ab 1863 lebte er in Tamaqua, wo er im Bergbau und im Versand von Anthrazitkohle tätig war. Politisch war er Mitglied der Republikanischen Partei.
Bei den Kongresswahlen des Jahres 1866 wurde Cake im zehnten Wahlbezirk von Pennsylvania in das US-Repräsentantenhaus in Washington, D.C. gewählt, wo er am 4. März 1867 die Nachfolge des Demokraten Myer Strouse antrat. Nach einer Wiederwahl konnte er bis zum 3. März 1871 zwei Legislaturperioden im Kongress absolvieren. Bis 1869 war die Arbeit des Kongresses noch von den Spannungen zwischen den Republikanern und Präsident Andrew Johnson belastet, die in einem nur knapp gescheiterten Amtsenthebungsverfahren gipfelten. Ab 1869 war Cake Vorsitzender des Committee on Accounts. Im Jahr 1870 wurde er nicht wiedergewählt.
Nach dem Ende seiner Zeit im US-Repräsentantenhaus nahm Henry Cake seine früheren Tätigkeiten im Bergbau wieder auf. Er starb am 26. August 1899 in seinem Heimatort Northumberland.